# Moral 63
Moral 63 ist ein deutscher Spielfilm von Rolf Thiele aus dem Jahr 1963.

## Handlung
Die junge Marion Hafner wird während des Kölner Karnevals von der Polizei verhaftet. Der Grund: Kuppelei, gewerbsmäßige Unzucht, Erregung öffentlichen Ärgernisses – sie ist Betreiberin eines Bordells und wurde von einem Freier angezeigt. Reporter Axel Rottmann wittert eine Skandalstory für seine Zeitung und schließt mit Marion einen Vertrag ab: 100.000 DM für sämtliche Details auf Band gesprochen. Sie rekapituliert.
Marion stammt aus einer angesehenen Familie. Die Mutter ist adelig, hält im Haus der Familie frivole Feiern ab und lässt ihre Tochter im Alter von 17 Jahren verführen. Als sie später einen Verehrer tötet, wird sie verhaftet und stirbt in der Untersuchungshaft. Marion nimmt die Hilfe von Zeitungsverleger Dr. Kämpfe an, der in seinen Artikeln Moral predigt, sich selbst aber stets mehrere Geliebte hält. Marion steigt bald zu seiner Stellvertreterin auf und entlockt den hohen Herren in ihrem Bett so manche pikante Geschichte. Dr. Kämpfe eröffnet in Bonn eine Zweitfiliale, die Marion in einem Hotel leitet und in der die Männer aus und ein gehen. Als andere Zeitungen Dr. Kämpfes Privatleben unter die Lupe nehmen wollen, taucht der ab und bezahlt Marion hoch für ihr Schweigen.
Marion zieht innerhalb Bonns in eine eigene Villa, in der sie ein Bordell eröffnet. Zu ihren Stammkunden zählt der Industrielle Eduard Meyer-Cleve. Er weist Marion schließlich an, seinen Sohn Hans zu verführen, der völlig vergeistigt nicht in die Fußstapfen des Vaters treten will. Hans glaubt in Marion die wahre Liebe gefunden zu haben und ist entsetzt, als er ihren Beruf erfährt. Während Eduard den Sohn zu einem Mann machen will und nicht weiß, dass er sich längst von Marion losgesagt hat, glaubt er seine Töchter als unschuldig. Die jedoch gehen regelmäßig mit fremden Männern aus, während Hans sie deckt.
Als Marion eine Feier veranstaltet, zu der alle Besucher als Tiere verkleidet erscheinen sollen, überredet Hans seinen Vater, gemeinsam zu gehen. Heimlich lädt Hans auch seine Schwestern ein, die sich während der Feier mit Männern vergnügen. Als Eduard dies bemerkt, ist er außer sich vor Entsetzen, will Marion und Hans attackieren und wird schließlich von der Feier entfernt. Er ist es, der Marion bei der Polizei anzeigt und ihre Verhaftung erwirkt.
Am Aschermittwoch, einen Tag nach der Festnahme Marions, wird bekannt, dass sich Eduard erschossen hat. Da damit auch der einzige Belastungszeuge verstorben ist, wird Marion schließlich auf freien Fuß gesetzt.

## Produktion
Moral 63 wurde vom 24. Februar bis zum 29. April 1963 in München, Köln und den CCC-Studios Berlin-Spandau gedreht. Er kam am 23. August 1963 in die Kinos und wurde am 6. November 1992 erstmals auf Tele 5 im Fernsehen gesendet.
Der Rolls-Royce, den Nadja Tiller in Moral 63 fährt, wurde von Hans Herbert Blatzheim für die Dreharbeiten zur Verfügung gestellt.

## Kritik
Der Spiegel kritisierte 1963, dass sich „[Thieles] Bestandsaufnahme, aus dem Bett der Dame vorgenommen, […] als der fade Kabarettismus eines Regisseurs [entpuppt], der offenbar Wonne an der Exhibition des Sexuellen hat. […] Thieles Lieblingsdarstellerin Nadja Tiller – die schon in den Thiele-Filmen ‚Das Mädchen Rosemarie‘, ‚Lulu‘ und ‚Labyrinth‘ mitwirkte – wird traditionsgemäß als männertilgendes Luder eingesetzt.“
Der film-dienst befand 1963: „Es geht nicht um Kritik, es geht um billige Gaudi.“ Das 1990 vom film-dienst herausgegebene Lexikon des internationalen Films schrieb, der Film sei zwar „als satirische Provokation gedacht, viel eher aber ein Stück lüsternes Amüsement.“
Cinema schrieb: „Die frech gemeinte Satire über Doppelmoral kommt selber voyeuristisch daher. Fazit: Moral? 1963 waren alle scharf auf Nadja!“